# Marco Antonio Di Renzo
Marco Antonio Di Renzo  (né le 1er août 1969 à Plochingen, dans le Bade-Wurtemberg, en Allemagne) est un coureur cycliste italien, professionnel de 1996 à 2000.

## Biographie
Marco Antonio Di Renzo a effectué toute sa carrière dans l'équipe Cantina Tollo. Son principal succès est une étape du Tour d'Espagne 1996 à Salamanque. Son neveu Andrea est aussi coureur cycliste.

## Palmarès

### Palmarès amateur
- 1992
  - Gran Premio Grottazzolina
- 1994
  - 2e de la Coppa Messapica
- 1995
  - Targa d'Oro Città di Varese
  - Trophée Adolfo Leoni
  - Tour de la province de Cosenza
  - 2e du Gran Premio della Liberazione
  - 3e du Grand Prix San Giuseppe
  - 3e du Tour de Slovénie

### Palmarès professionnel
- 1996
  - 3e étape de la Semaine internationale Coppi et Bartali
  - Prologue et 2e étape du Tour de Slovénie
  - 11e étape du Tour d'Espagne
  - 3e du Tour de Slovénie
  - 3e du Grand Prix de la côte étrusque
- 1998
  - Tour de Vendée

## Résultats sur les grands tours

### Tour d'Italie
2 participations
- 1997 : 112e
- 1998 : 94e

### Tour d'Espagne
2 participations
- 1996 : 102e vainqueur de la 11e étape
- 1997 : abandon